# Ряпловка
Ряпловка, иначе Ряполов ручей — небольшая река в России, протекает в Ивановской области. Устье реки находится по левому берегу реки Вязьмы, напротив населённого пункта Устье. Исток реки теряется в лесах Комсомольского района. Не судоходна. Населённых пунктов вдоль русла реки нет.